# Karin Rehnqvist

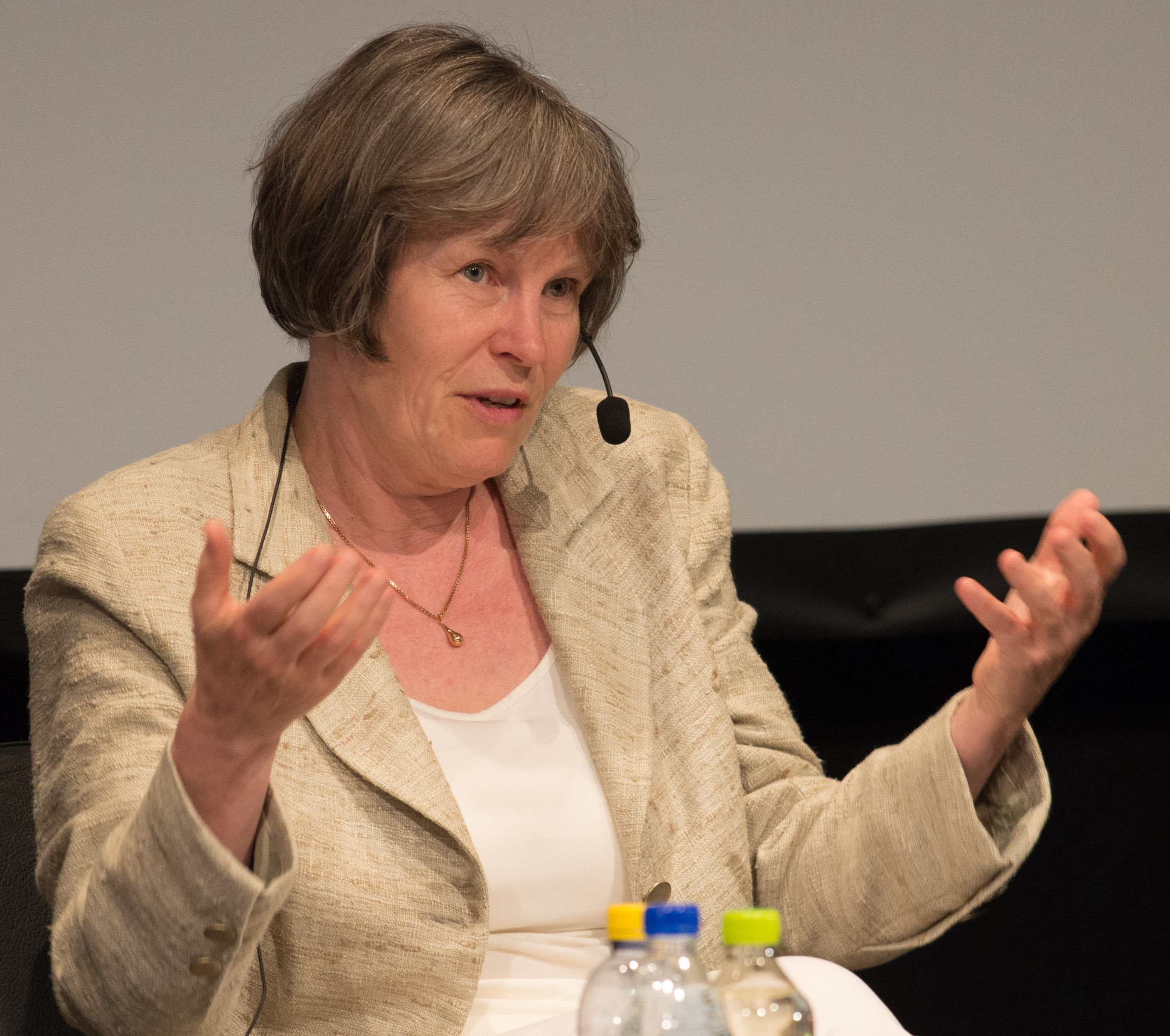
Karin Rehnqvist (2015)

Karin Rehnqvist (* 21. August 1957 in Stockholm) ist eine international bekannte schwedische Komponistin und Dirigentin klassischer Musik. Sie wurde 2009 als erste Frau auf einen Lehrstuhl für Komposition an der Königlichen Musikhochschule Stockholm berufen. Sie komponiert Kammermusik, Orchesterwerke, Bühnenwerke und vor allem Vokalmusik, wobei sie Elemente der Volksmusik einbezieht, darunter die Vokaltechnik Kulning. 

## Leben
Rehnqvist wurde in Stockholm geboren und wuchs in Nybro auf. Sie studierte Musikerziehung von 1976 bis 1980 an der Königlichen Musikhochschule Stockholm und schloss ein Kompositionsstudium bis 1984 an, unter anderem bei Gunnar Bucht, Pär Lindgren und Brian Ferneyhough. Von 1976 bis 1991 leitete sie den Chor Stans Kör. Von 2000 bis 2003 war sie Composer in Residence beim Scottish Chamber Orchestra und beim Svenska Kammarorkestern. Sie komponierte für sie unter anderem ein Klarinettenkonzert für Martin Fröst und das Orchesterwerk Arktis Arktis!, das von einer Polarexpedition im Summer 1999 inspiriert wurde. Beide Werke wurden 2005 eingespielt. Die Chorsinfonie Light of Light für Kinderchor und Orchester wurde 2004 in Paris uraufgeführt. 2009 war Rehnqvist die erste Frau, die auf einen Lehrstuhl für Komposition der Königlichen  Musikhochschule Stockholm berufen wurde.

## Komposition
Die Komponistin bezieht Elemente der Volksmusik in ihre Werke ein, zum Beispiel Kulning (Kuhlocken), eine Vokaltechnik, die Hirtinnen benutzten, um ihre Tiere zu rufen. Viele ihrer Kompositionen wurden für die Stimmen von Lena Willemark und Susanne Rosenberg geschrieben, die als Folk-Sängerinnen bekannt sind, zum Beispiel Davids nimm und Puksånger-lockrop (1989). 
Rehnqvist komponierte 1994 Solsången (Sonnengesang) für Kammerorchester mit einer Sängerin und zwei Erzählerinnen. Der Text basiert teilweise auf dem altisländischen Sólarljóð.

## Auszeichnungen
1996 erhielt Rehnqvist den Läkerol Arts Award „for her renewal of the relationship between folk music and art music“ (für ihre Erneuerung der Beziehung zwischen Folk Musik und Kunstmusik) und den Spelmannen Prize der Zeitung Expressen. 1997 erhielt sie den Christ Johnson Prize for Solsången. 2001 erhielt sie den Kurt Atterberg Prize und 2005/06 den Rosenberg Award. Im März 2006 wurde sie durch eine Retrospektive ihrer Werke durch das Royal Stockholm Philharmonic Orchestra, geleitet von Niklas Willén, ausgezeichnet. 2007 erhielt sie den Hugo Alfvén Prize. 2014 erhielt sie einen Grammis in der Kategorie Klassik für die CD Live. 2022 wurde ihr der Musikpreis des Nordischen Rates für ihr Werk Silent Earth verliehen. 2025 wurde sie anlässlich der ISCM World New Music Days in Lissabon und Porto von der ISCM-Generalversammlung zum Ehrenmitglied der Internationalen Gesellschaft für Neue Musik (ISCM) ernannt.